# サブリ・ラムシ
サブリ・ラムシ（Sabri Lamouchi，1971年11月9日 - ）は、フランス、リヨン出身の元サッカー選手。サッカー指導者。現役時代のポジションはMF（ボランチ）。
中田英寿とはACパルマでプレーしたチームメイトであり、 インテル・ミラノでザッケローニ監督の元でプレーした経験を持つ。2012年5月から2014年6月コートジボワール代表監督を務めた。

## 経歴
2017年11月8日、スタッド・レンヌの監督に就任した。
2023年1月27日、カーディフ・シティFCの監督に就任

## 代表歴

### 試合数
- 国際Aマッチ 12試合 1得点（1996年-2001年）[2]

| フランス代表 | 国際Aマッチ | 国際Aマッチ |
| 年           | 出場        | 得点        |
| ------------ | ----------- | ----------- |
| 1996         | 9           | 1           |
| 1997         | 0           | 0           |
| 1998         | 2           | 0           |
| 1999         | 0           | 0           |
| 2000         | 0           | 0           |
| 2001         | 1           | 0           |
| 通算         | 12          | 1           |

## 監督成績
2018年12月2日現在
| クラブ               | 国                   | 就任           | 退任          | 記録 | 記録 | 記録 | 記録 | 記録   |
| クラブ               | 国                   | 就任           | 退任          | 試   | 勝   | 分   | 敗   | 勝率   |
| -------------------- | -------------------- | -------------- | ------------- | ---- | ---- | ---- | ---- | ------ |
| コートジボワール代表 | コートジボワールの旗 | 2012年5月28日  | 2014年6月25日 | 28   | 14   | 7    | 7    | 050.00 |
| アル・ジャイシュ     | カタールの旗         | 2014年12月27日 | 2017年7月1日  | 92   | 50   | 16   | 26   | 054.35 |
| スタッド・レンヌ     | フランスの旗         | 2017年11月8日  | 2018年12月3日 | 50   | 19   | 13   | 18   | 038.00 |
| 合計                 | 合計                 | 合計           | 合計          | 170  | 83   | 36   | 51   | 048.82 |

## 獲得タイトル

### 選手時代
AJオセール
- リーグ・アン：1回（1995-96）
- クープ・ドゥ・フランス：1回（1995-96）

ASモナコ
- リーグ・アン：1回（1999-2000）

パルマFC
- コッパ・イタリア：1回（2001-02）

オリンピック・マルセイユ
- UEFAインタートトカップ：1回（2005）

ウム・サラルSC
- アミールカップ：1回（2008）

### 指導者時代
アル・ジャイシュ・ドーハ
- カタールカップ：1回（2016）

個人
- EFLチャンピオンシップ月間最優秀監督：2回（2019年9月、2020年1月）